# سراب حمام
سراب حمام، شهری از توابع بخش مرکزی شهرستان پلدختر در استان لرستان ایران است.

## جمعیت
این شهر در بخش مرکزی پلدختر  قرار دارد و براساس سرشماری مرکز آمار ایران در سال ۱۳۹۵، جمعیت آن ۴۰۷۴ نفر (۲۲۷خانوار) بوده‌است.مردم این روستا لر زبان و از ایل جودکی  هستند